# Ann Selin
Ann Orvokki Selin, född 22 juli 1960, är en finländsk fackföreningsledare. Hon var ordförande för Servicefacket (PAM) mellan 2002 och 2019. Den fackliga karriären började på Handelsanställdas förbund under 1970-talet. Därefter har hon bland annat varit arbetsmarknadssekreterare och regional handledare i Jyväskylä och Helsingfors innan hon 2002 valdes till ordförande för PAM.